# Dirphia fernandezi
Dirphia fernandezi är en fjärilsart som beskrevs av Lemaire 1972. Dirphia fernandezi ingår i släktet Dirphia och familjen påfågelsspinnare. Inga underarter finns listade i Catalogue of Life.